# Faith Domergue

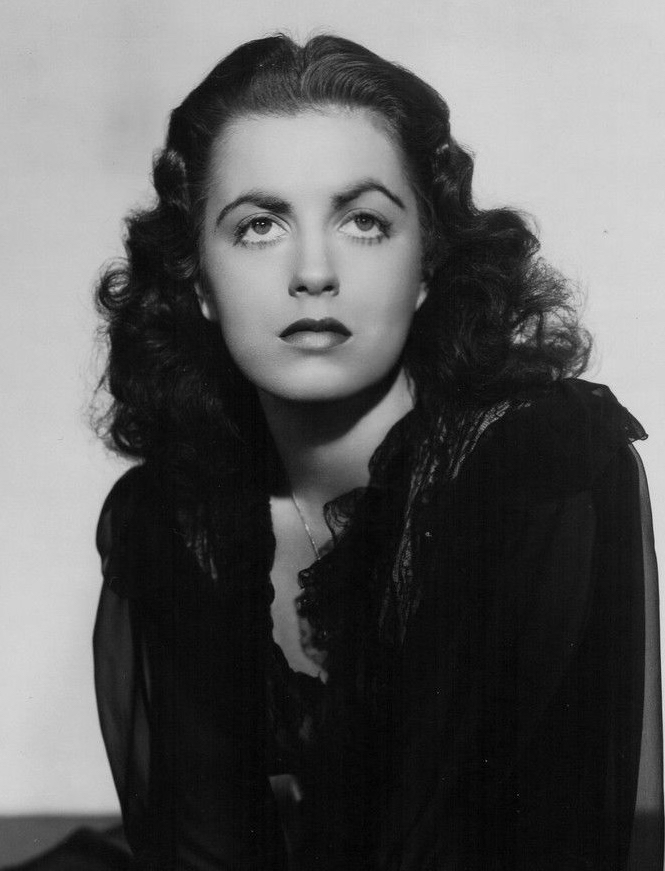
Faith Domergue (1946)

Faith Domergue, född 16 juni 1924, död 4 april 1999, var en amerikansk skådespelerska. 

## Biografi
Domergue föddes i New Orleans och adopterades av Adabelle Wernet när hon var sex veckor gammal. Modern gifte sig med Leo Domergue när Faith var 18 månader gammal. Familjen flyttade till Kalifornien 1928.
Domergue skrev kontrakt med Warner Bros och gjorde sin filmdebut i en liten roll i filmen Blues in the Night (1941). Efter att ha gått ut high school 1942 fortsatte hon satsa på en skådespelarkarriär men skadades i en bilolycka. Medan hon återhämtade sig efter olyckan gick hon på en fest på Howard Hughes yacht. Hughes köpte ut hennes kontrakt med Warners och gav henne kontrakt med sitt bolag RKO. Hughes och Domergue inledde ett förhållande men det tog slut efter några år. Domergue medverkade i Hughes film Vendetta, som efter långa förseningar fick premiär 1950. Därefter frilansade hon som skådespelare i filmer som Where Danger Lives (1950) och Revolver kid (1952).
1955 medverkade hon i science fiction-filmerna Rymdens demoner (This Island Earth) och It Came from Beneath the Sea. Senare gjorde hon filmer i bland annat England Mannen i skuggan och Italien och spelade även gästroller i TV-serier. Hennes sista film var De sju dödas hus (1974). Hon flyttade så småningom till Europa men flyttade tillbaks till USA efter sin makes död 1991. Hon dog av cancer i Santa Barbara 1999 vid 74 års ålder.
Domergue skrev en bok om sin tid med Howard Hughes, My Life with Howard Hughes (1974). Hon porträtterades av Kelli Garner i filmen The Aviator (2004).